# Browallia grandiflora
Browallia grandiflora ist eine Pflanzenart aus der Gattung Browallia in der Familie der Nachtschattengewächse (Solanaceae).

## Beschreibung
Browallia grandiflora ist eine verworren verzweigende, einjährige Pflanze. Die weichen Stängel und Blätter sind meist unbehaart, im oberen Teil der Pflanze können sie jedoch klebrig oder drüsig-klebrig oder feindrüsig behaart sein. Die Laubblätter sind eiförmig, nach vorn spitz oder zugespitzt, an der Basis mehr oder weniger spitz zulaufend oder gelegentlich fast herzförmig. Die Adern treten auf der Blattunterseite deutlich hervor.
Die Blüten stehen einzeln an geraden Blütenstielen, die in den Achseln von reduzierten, nahezu aufsitzenden Laubblättern im oberen Teil der Pflanze erscheinen. Der Kelch ist fünflappig und etwa ein Zentimeter lang. Die Kelchlappen stehen gelegentlich ab und sind meist stumpf oder eingebuchtet. Die Kronröhre ist länger als zwei Zentimeter lang, leicht erweitert und grünlich-gelb gefärbt und dunkel gestreift. Der zweilappige Kronsaum misst drei Zentimeter oder mehr im Durchmesser, ist weiß oder blass violett, der Kronschlund ist gelb. Die oberen Staubfäden stehen auseinander, sind etwas zurückgebogen und fein behaart. Sie stehen über den unbehaarten, nach oben gebogen Griffel hinaus. Die Narbe ist grün, kissenförmig und unauffällig gelappt.

## Vorkommen
Die Art ist in Südamerika verbreitet.

## Botanische Geschichte
Die Art wurde 1830 von Robert Graham erstbeschrieben. Eine weitere, von William Jackson Hooker verfasste, Ausführung sowie eine Zeichnung einer im Botanischen Garten Glasgow gezogene Pflanze, erschien nur wenig später (1831) in Curtis’ Botanical Magazine.

## Belege
- J. Francis Macbride: Flora of Peru, Field Museum of Natural History, Botanical Series, Volume XIII, Teil V-B, Nummer 1, 1962.
- William Jackson Hooker: Browallia grandiflora. In: Curtis’ Botanical Magazine, New Series, Band 5, Nummer 58, Seite 3069.